# Hågaån
Hågaån mynnar i Ekoln vid Vårdsätra söder om Uppsala. Ån avvattnar Fibysjön nordväst om Uppsala. Ån har två vandringshinder, ett vid Kvarnbo och ett vid Fiby. Nedströms Kvarnbo rinner den väster om Uppsalas bebyggelse genom Hågadalen, som tillsammans med skogen Nåsten utgör ett naturreservat. 
Fiskar som simmar i ån är abborre, mört och nors. Men även brax, gädda och ål har noterats vid provfiske i naturreservatet.